# 卓銘順
卓銘順（1968年—）出生於鶯歌，家中以農維生，故自幼便跟著家人下田幫忙，奠定其日後多以自然為創作的主題。另外，由於家中長輩曾於陶瓷工廠打工，卓銘順也幫忙在素坯上畫花。在1988年考取國立藝專美工科陶瓷組，正式踏入陶瓷創作的領域。畢業後，在鶯歌親友的藝品店製作生活陶瓷，婚後成立個人工作室，改走精緻陶瓷路線。作品多融入自然生態元素，如其獨特標章的野草圖樣青花釉紋。近年創作風格則改以互動與遊戲為主。。

## 展演經歷

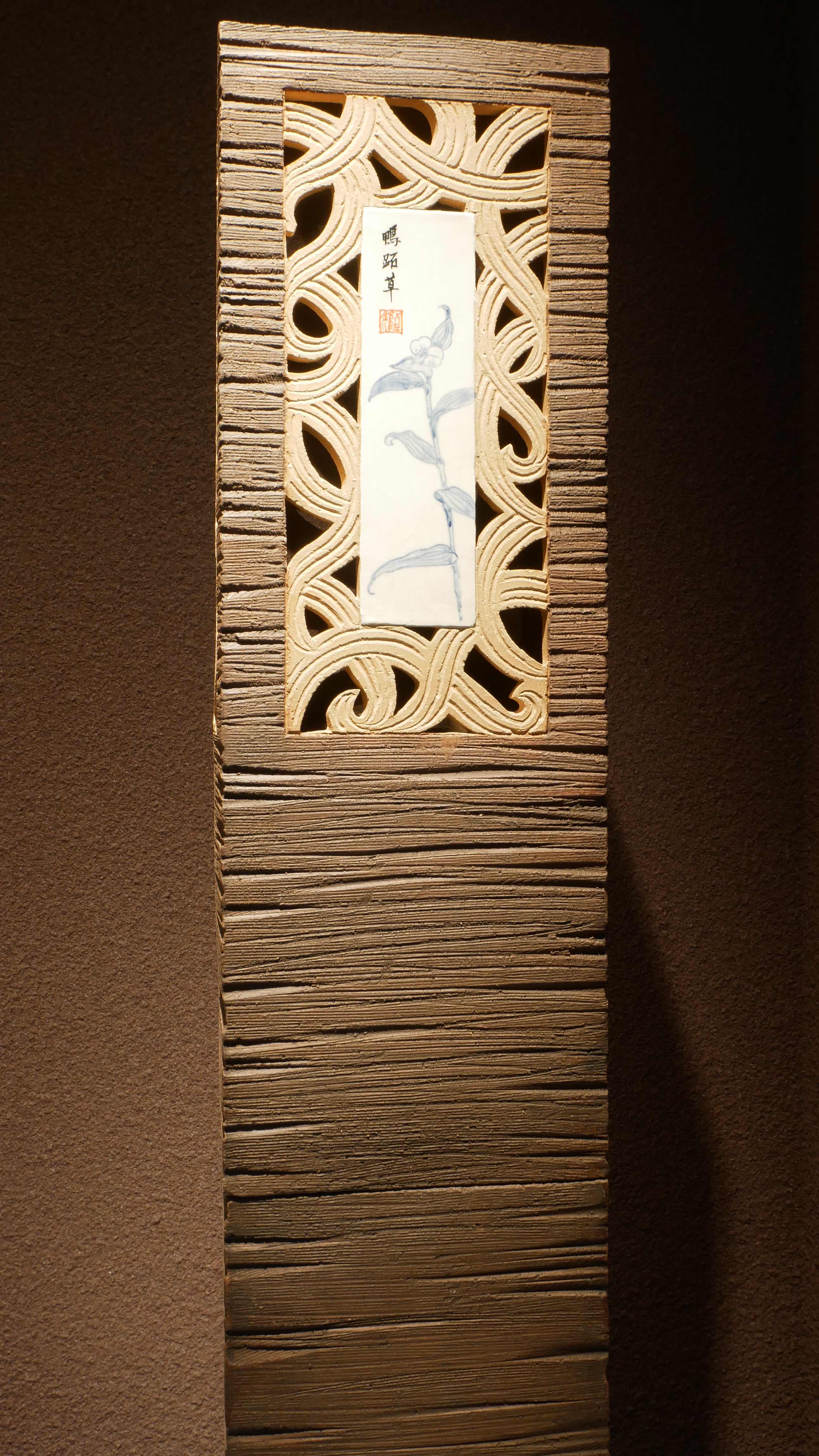
〈鴨跖草〉

### 個展
- 2001年 桃園縣文化局中壢藝術館「野地生機」卓銘順陶藝創作個展
- 2003年 台北市磁瑤陶藝「坐看雲起時」陶椅個展
- 2005年 苗栗縣當代陶藝館「多元結構體」陶藝創作個展
- 2007年 臺北縣陶藝家的店「信仰自然」陶藝個展